# Helioscirtus moseri
Helioscirtus moseri är en insektsart som beskrevs av Henri Saussure 1884. Helioscirtus moseri ingår i släktet Helioscirtus och familjen gräshoppor.

## Underarter
Arten delas in i följande underarter:
- H. m. moseri
- H. m. siazovi
- H. m. tichomirovi